# Kaatyr
Kaatyr (Russisch: Каатырь) is een ongeveer 12 kilometer lange rivier in het district Tsjaoenski van de Russische autonome okroeg Tsjoekotka en een rechterzijrivier van de Sredni Itsjoevejem binnen het stroomgebied van de Itsjoevejem. De rivier ontstaat uit diverse stroompjes op de zuidelijke hellingen van het Itsjoevejemgebergte ten zuiden van de berg Komitsjeski (777 meter). De beide oevers zijn moerassig.
Op ongeveer 3 kilometer van haar uitmonding in de Sredni Itsjoevejem ligt aan weerszijden het gesloten mijnwerkersplaatsje Komsomolski. Een zijstroom van de Kaatyr is het beekje Vesnovka, dat binnen Komsomolski in de rivier stroomt.